# Alcedar, Șoldănești
Alcedar este satul de reședință al comunei cu același nume  din raionul Șoldănești, Republica Moldova.

## Etimologie

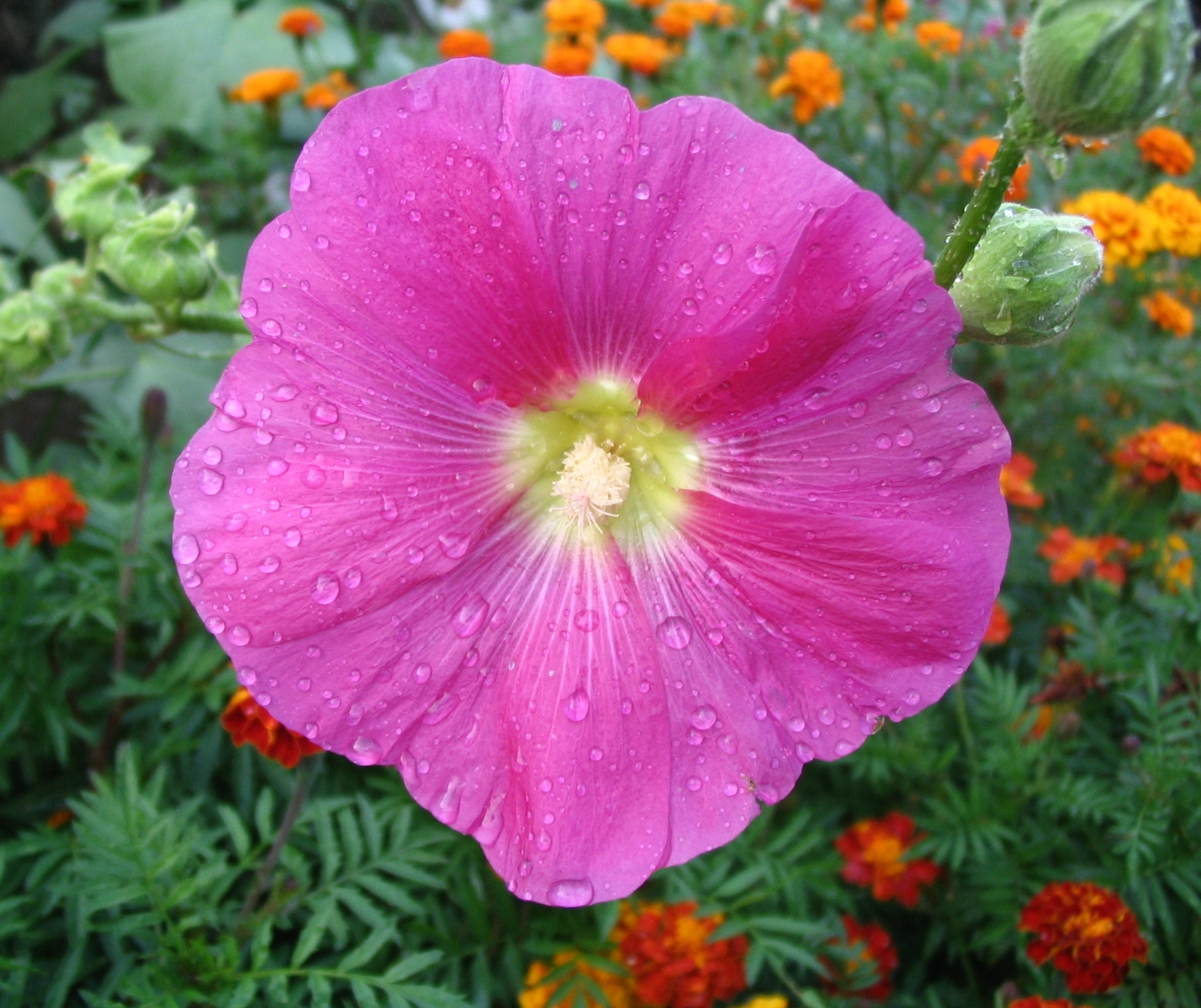
Floarea de alcea de culoare roză

Conform dicționarelor toponimice, etimologia denumirii satului nu este cunoscută, la origine ar putea fi și formele Orcidar/Olcidar.
Există 2 ipoteze neconfirmate științific ale evoluării denumirii: un trib turcic, tătar sau slav, care se numeau „ulici”, sau o floare numită „alcea”.
Prima legendă teoretizează existența unui trib strămutat pe malul drept al fluviului Nistru, care a locuit câteva sute de ani pe acel teritoriu. Ei ar fi fost nevoiți să se mute cu traiul pe versantul fluviului, mutând-se apoi din nou, din cauza condițiilor nefavorabile ale teritoriului, pe pământurile Alcedarului de astăzi. Conducătorul tribului ar fi pronunțat cuvintele „Aici-dar” și s-ar fi instalat cu traiul.

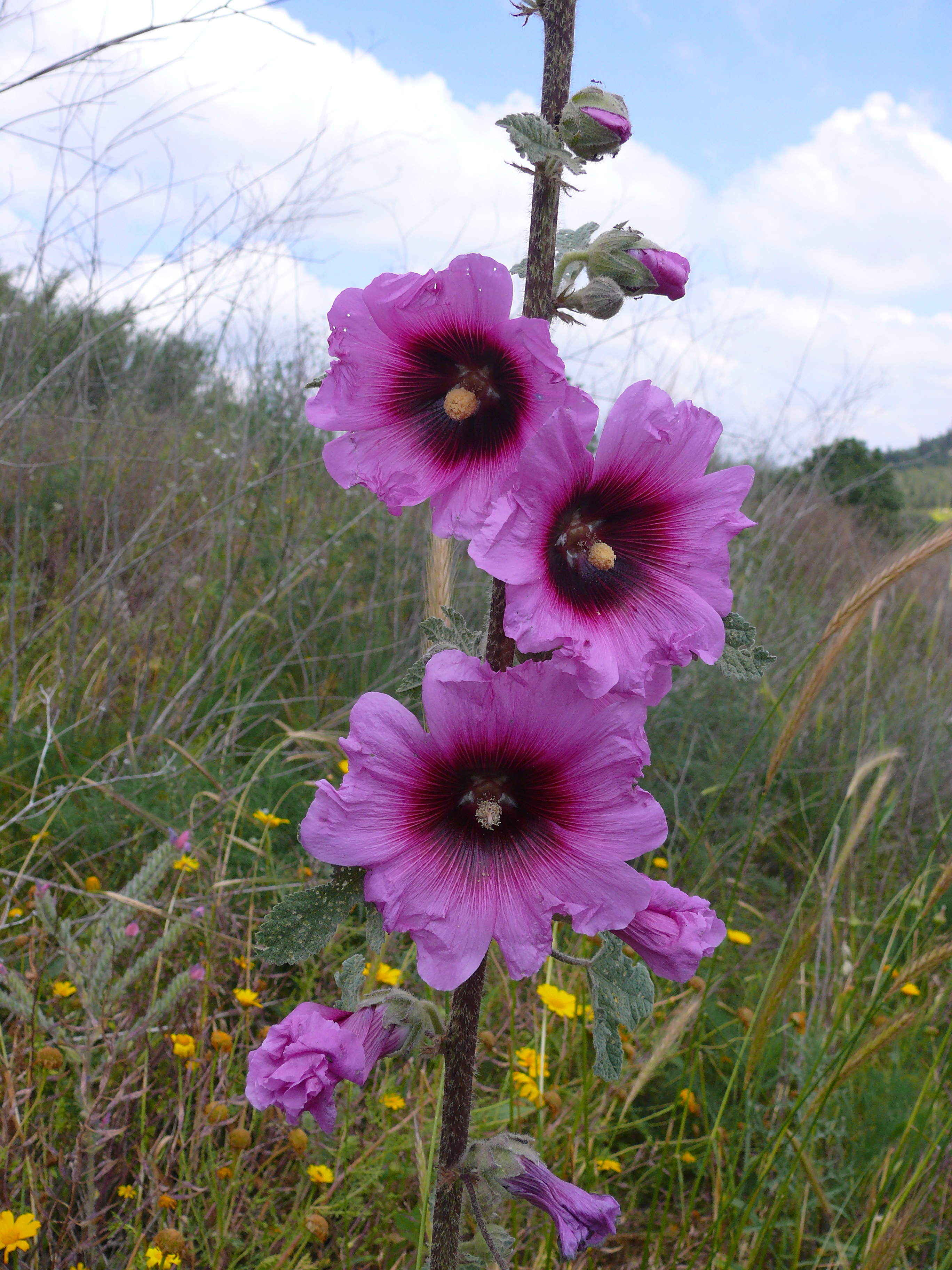
Floarea de alcea violetă

Cea de-a doua legendă la fel este legată de un trib de pe malul Nistrului, constituit din câteva zeci de oameni, de natură războinică. În urma inundațiilor de lîngă Nistru se formau lagune umplute cu apă, pe lângă care creșteau flori de culoarea cerului senin, pe care locuitorii le numeau „alce”. Locuitorii s-ar fi mutat în preajma acestor terenuri și și-ar fi numit așezarea în cinstea florii.

## Istorie

### Primele așezări umane
Pe parcursul sec. XX în perimetrul moșiei satului Alcedar s-au descoperit vestigii ale unor așezări omenești deosebit de vechi. Arheologii care au efectuat săpături lingă sat au confirmat activitate a omului multiseculară pe aceste locuri, fiind descoperite monede bizantine din sec. VI-VII.

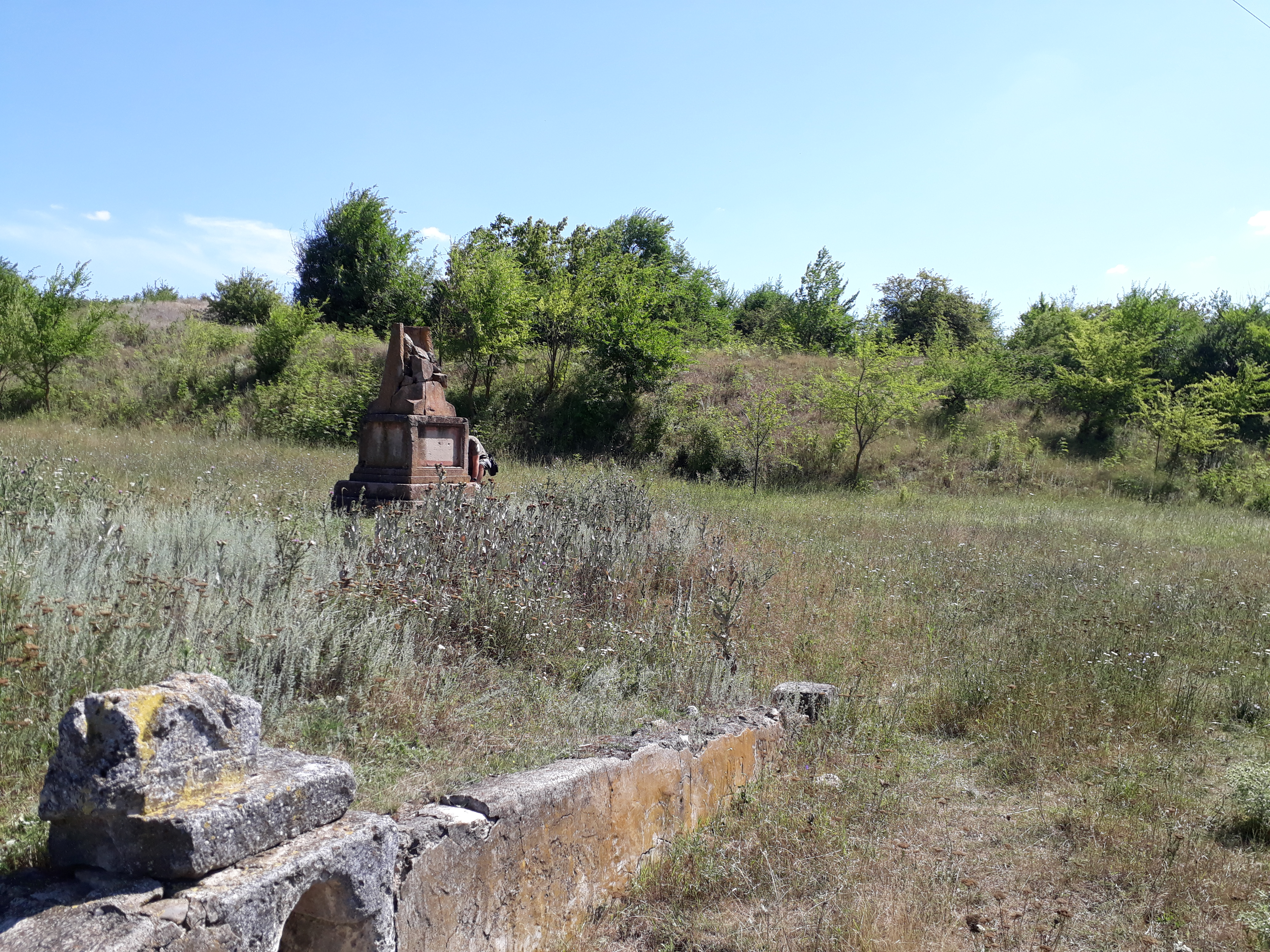
Obelisc memorial în preajma localității

Istoricii sovietici moldoveni susțineau că Alcedar este o așezare slavă, în urma unor săpături efectuate în 1950-1963 un grup de arheologi condus de G. B. Fiodorov. Proveniența slavă nu a fost demonstrată, pentru că urmele acestor așezări duc spre perioada tracică din secolul VIII-VI î. Hr., la fel ca și cele 3 sate părăsite din sec. II-IV e.n., cele 9 așezări rusești cu cetățuie rotundă de refugiu în centru, stabilindu-se, că așezarea fusese întemeiată în sec. X de triburi din valea fluviului Nipru. Întăriturile cetății sunt alcătuite din valuri înalte și șanțuri adânci. În interiorul ei era săpată o fântână, iar lângă val erau construite locuințele nobilimii, negustorilor, meseriașilor, giuvaiergiilor. De partea cealaltă a valului, fără întărituri, se aflau bordeiele țăranilor, olarilor, și ale altor mici meșteșugari. Au fost găsite și urme ale unor gropi de topire a fierului. În cronicile vremii aceste triburi sunt numite Ulici. Nedorind să se supună cnejilor din Kiev, ulicii și-au părăsit baștina mutând-se în bazinele râurilor Bug și Nistru. Cei care s-au mutat pe malul drept al Nistrului au luat cu forța un sat al băștinașilor, instalând-se cu traiul pe vatra acestuia. Negăsind limbă comună cu băștinașii, ulicii au făcut această cetățuie de refugiu, unde se ascundeau în caz de atac al băștinașilor sau a migratorilor. Ulicii au locuit în așezarea de la Alcedar până în secolul XII, când au fost nevoiți să părăsească localitatea definitiv. Lângă Alcedar s-au mai descoperit urme a două așezări din sec. XV – XVIII.

### Întemeierea satului
Satul e menționat la 7 iulie 1471, dar într-un document fals.
Cea dintâi știre documentară sigură despre satul Alcedar din ținutul Soroca o aflăm dintr-un document emis de cancelaria lui Radu Mihnea Voievod care întărește la 25 noiembrie 1616 împărțeala făcută între Petrașcu Ciolpan, D. Ciolpan, Gheorghe Vârnav și Corneliu.
„Copie de pe cea adevarată.

Suretul ispisocului de împărțire, de la Radu Vodă, din anii 7125 <1616> Noemvrie 25.

Venit-au înaintea noastră și înaintea tuturor boierilor noștri, sluga noastră Pătrașcu Ciolpan și cu frații lui, Dumitru Șuvarav și cu nepoții și feciorii surorii lor ...

...

Și s'au venit, în partea fratelui lor celui mai mic, lui Gheorghe Vărav, giumatate de sat din Șchee, giumatate, și din giumatate de haleșteu, giumatate, și dintr'o moară giumatate, ce sunt intr'acel iaz, două mori, și giumătate de sat din Ruginoși, și a patra parte din giumatate din sat din Broșteni, și a patra parte din sat din Socol, dela Nistru, și a patra parte din sat din Alcidar, și a patra parte din sat din Năvârneți, ce sunt în ținutul Iașilor, pe Uscata, și a patra parte din hălișteu, pe Uscata, și trei fălci de vie, în Dealul lui Vodă și trei sălașe de țigani, anume Badea, cu femeia și cu feciorii lor, și Frânca și cu feciorii ei, Sora Badii, și Pilat cu femeia sa și cu feciorii lor.

...

Pentru aceia, și domnia mea, dacă am văzut între dânșii, de a lor bunăvoie învoială și tocmală, noi încă, dela noi, am dat lor și am întărit, cu acestea, ce scrie mai în sus, sate și vii și țigani, ca să le fie și dela noi, cu tot venitul, și așa să nu aibă alții amesteca niciodată, nici din feciorii lor, nici din nepoții lor, care au aceștia toți patru frați câte un ispisoc, întru ale sale mâni, ce sânt pe ale sale părți. 
Și alții sa nu sa amestece.

Ghenghea mare logofăt a iscălit.

Eu Pătrașcu Ciolpan, cum ne-am tocmit, am scris.

Eu Dumitru Ciolpan am scris, cum ne-am tocmit.

Eu Gheorghe Ivărav am scris.

Eu Cornilie am scris și am iscălit.”
S-au păstrat 2 documente de la Vasile Voievod, domnul Moldovei, din 30 iulie 1645 și 9 iunie 1650 prin care se confirma stăpânirea lui Todorașcu Vartic asupra moșiei satului Alcedar, cumpărată cu 150 de galbeni. Din porunca lui Gheorghe Ghica Voievod, diacul Antohie Lută vine în Alcedar la rugămintea căpitanului Vasile Sava, a căpitanului Ion, feciorul Oprei, și a lui Vasile, feciorul Oprei, în ziua de 28 septembrie 1765 și întocmește o mărturie hotarnică care-i împacă și pe ceilalți răzeși. Alte documente, care s-au scris ulterior, au confirmat drepturile răzeșilor și legile lor nescrise: moșia se folosea în devălmășie și se transmitea din tată în fiu, iar străinii nu erau admiși în stăpânirea ei.

### Secolele XVIII-XX
Războaiele ruso-turce din sec. XVIII au devastat satul. La 18 iunie 1774 Alcedar era pe jumătate părăsit, rămăseseră numai 14 gospodării țărănești și două familii de bejenari din Țara Leșească. Scutire de la bir s-a făcut numai pentru trei familii de mazili, două ale arnăuților și gospodăria preotului din sat. La sfârșitul anului 1774 satul avea numai 10 case. Scutire de la bir s-a făcut numai pentru mazilii Iordache Sava și Vasile Oprea. Recensământul din 1803 din porunca domnitorului Alexandru Moruzi găsește în satul Alcedar 47 gospodării ale răzeșilor. La 10 martie 1805 acest voievod scrie ispravnicilor din Soroca să aleagă partea răzeșilor din Alcedar, moșia cărora era împresurată de Petrache Catargiu, care stăpânea și la Șestaci, și la Cobîlea.
La recensământul din 31 iulie 1835, în Alcedar au fost înregistrate 103 familii de răzeși, 192 bărbați și 183 femei, clerul bisericii sf. Arh. Mihail – 26 bărbați și 26 femei, precum și 14 familii de boiernași, mazili, ruptași – 34 bărbați și 24 femei. Prin casele lor se păstrau documente vechi despre drepturile și privilegiile lor primite de la domnia Moldovei. Boiernașul Grigorie Scurtu cu familia sa avea un document domnesc din 1793, boiernașul Grigore Oprea avea un document din 1799, mazilul Mihai Oprea avea un document din 1801, mazilul Enache Hăbășescu avea un document din 1798. Mai aveau documente domnești mazilii Stafi Vârlan și Ion Herto. Preot în sat era Teodor Lujanschi, dieci – Ioan Coadă și Nicolae Divdera. Dascăl era Nichita Pronițchi, de 50 de ani, care cu soția Teodosia de 46 de ani aveau 6 copii. Printre cei mai bătrâni oameni din Alcedar în 1835 erau văduva Ecaterina Polban – 112 ani, Tudor Bacica – 99 ani, Teodor Roșca – 99 ani, Parascovia Balanuță  - 95 ani, Elena Rusu – 85 ani.
Reforma țărănească din Imperiul Rus și regulamentul din 14 iulie 1868 aduc puține schimbări în viața sătenilor din Alcedar: răzeșii aveau pământul lor moștenit de la părinți – 490 de desetine pământ arabil, 460 de desetine cu pădure. Cei fără pământ, țărani mai săraci, au primit 144 de desetine din moșia boierului Adrianopulo, căruia îi mai rămăseseră până în 1884, la Mihuleni, 310 desetine de pământ arabil și 315 desetine de păduri. Răzeșii mai aveau 6 mori de vânt și trei mori puse în funcțiune de cai. La 1 august 1888 cei care primiseră „nadeluri” (denumirea în rusă a loturilor de pământ cu care au fost împroprietăriți țăranii) din moșia boierească și aveau de plătit așa numitul „vâcup” (răscumpărare) au primit de la bancă un credit de 273 ruble pentru a-și răscumpăra nadelurile. Printre ei erau 53 de gospodării: Teodor Scurtu, Andrei Gamarț, Timofei Burlac, Ananie Sărăcuță și alții.
În 1904 satul avea 577 de vite cornute mari și 3 mori de vânt; în 1910 cei 930 de locuitori stăpâneau 846 de desetine de pământ propriu din moșia veche răzeșească și 114 de desetine, nadeluri din moșia boierească, care cândva le aparțineau lor. Reforma agrară înfăptuită de instituția română „Casa noastră” mai întoarce răzeșilor 633 desetine de pământ.
Ocupația Basarabiei din 1940 găsește în Alcedar 1837 de locuitori, inclusiv 1653 de români basarabeni. În timpul colectivizării de la sfârșitul anilor 1940, țăranii au fost obligați să predea statului sovietic grâu, semințe de floarea-soarelui, fân, carne, ouă, brânză, lână, etc.

### Evoluția populației
Alcedarul este unul dintre puținele sate din Republica Moldova a cărui populație chiar în momentul înființării, poate fi stabilită cu exactitudine. În 1835, în Alcedar erau 53 de gospodării cu 7 mazili.
Mai târziu, satul cuprindea 10 familii de mazili, 6 familii de ruptași, 5 familii de pălămari, 98 familii de țărani. Populația număra pe atunci 495 locuitori (255 bărbați și 240 femei). Către 1859, satul număra 150 de case și 611 locuitori (303 bărbați și 308 femei).
În perioada anilor 1848-1849 satul a înregistrat 6 ani nerodnici și puțin roditori. Locuitorii satului sunt nevoiți să împrumute de la stat, prin organele zemstvelor, produse alimentare. Pe măsură ce sporea populația creștea suprafața pământurilor valorificate, care reprezentau imașuri nefolosite. Sectoarele răzeșilor se micșorau din cauza diviziunii între urmași, iar o mare parte din aceste pământuri cădeau în posesia negustorilor, fiindcă o parte din răzeși, din lipsă de finanțe, le vindeau și plecau pe pământurile boierești, mănăstirești sau ale satului, devenind vecini sau clăcași. În 1861 terenurile agricole au sporit cu mult față de 1817. Răzeșii și negustorul Șișmanov stăpâneau 757 desetine de pământ, păduri, iazuri. În 1865 stăpâneau deja 870 desetine de pământ.
În anul 1870 numărul caselor și a populației s-a micșorat față de 1859. Satul avea numai 97 de case cu o populație de numai 598 locuitori (327 bărbați și 271 femei). Ei aveau 158 cai, 247 vite mari cornute, 570 capre, oi.
În 1871-1872 a avut loc o epidemie de holeră. În 1872 s-au născut 23 de copii și au decedat 17 oameni. De la 23 mai până la 15 octombrie 1873 s-au îmbolnăvit de variolă 32 de oameni, din ei 5 au murit, 27 s-au însănătoșit. La 1 ianuarie 1874 datoriile alcedărenilor alcătuiau 110 ruble. Conform recensământului din 1875, în sat erau 127 case, 642 locuitori. Ei dispuneau de 183 de cai, 155 vite mari cornute, 950 oi și capre.
În 1876 a izbucnit difteria, care a cuprins 12 familii. Au murit 41 oameni și 66 s-au îmbolnăvit.
După datele statistice din Orhei (zemstva județeană) în 1886 din raionul Adrianopol stăpâneau la Alcedar și la Mihuleni 310 desetine de pământ și 315 desetine de pădure. Sătenii clăcași stăpâneau 800 desetine de pământ, 6 mori de apă și una de cai.
La 1876 datoriile constituiau 760 ruble.
La 26.07.1894, ziarul „Бессарабский вестник” informează: „Roada este destul de bogată: grâul s-a recoltat către 170-200 puduri de falce, orzul – 160-200 puduri, însă negustorii plătesc foarte puțin, pur și simplu prădau țăranii...”. Țăranilor le era greu să achite datoriile, la 1 august 1900 constituiau 660 ruble, prețurile produselor fiind exagerate.
După recensământul din 1904, în Alcedar erau 105 case cu 920 de locuitori, care aveau 577 de vite mari cornute, mori de vânt.
În 1910 la moara lui Licinschi, pe lângă cele două pietre, comisia județeană din Orhei a descoperit că sunt instalate două valțuri.
La 4 noiembrie 1917 ziarul „Свободная Бессарабия” scrie că Alcedarului nu numai că au împărțit pământul moșieresc, dar și o parte din pământurile răzășești. Aсelași ziar la 28 octombrie scria un anunț despre ocuparea pământurilor moșierești de către conducătorii G. Grosu și G. Olaru, membrii comitetului de voloște.
După Reforma lui Stolîpin din 1907 – 1910 o parte  din țăranii satului Podoima și Podoimița, ce aveau sume mari de bani au cumpărat pământurile și moara lui Licinschi, ridicând pe aceste locuri un cătun care astăzi se numește Odaia.
În 1904 satul Alcedar este alcătuit din 105 case cu 920 locuitori, 577 vite mari cornute și 3 mori de vânt. Ianchel Faiber avusese o moară cu motor, pe care o vinde în Orhei și pleacă din sat în direcție necunoscută. În 1904 la răsăritul depărtat mergea războiul ruso-japonez. Pentru răniții și bolnavii de acolo alcedărenii plătesc 4 ruble 10 copeici.
Datele statistice ale direcției de zemstvă din Orhei din 1916 scrie ca „Nicolaie Stoianu vine cu rugămintea de a-l scuti de impozit pentru via ce o posedase, din cauza că o stârpise încă în 1914.”
După datele statistice din 1925 Alcedarul numără 420 case cu o populație de 1150 de locuitori (500 bărbați și 650 femei), aveau o moară de vânt, 4 cârciumi, o școală primară, agent și post de jandarm, primărie.
În 1932 în sat activa o grupare comsomolistă ilegală. În 1933 Alcedarul era format din 1708 locuitori.
În 1940 Alcedarul este părăsit de trupele românești; este instaurată puterea sovietică.

## Geografie

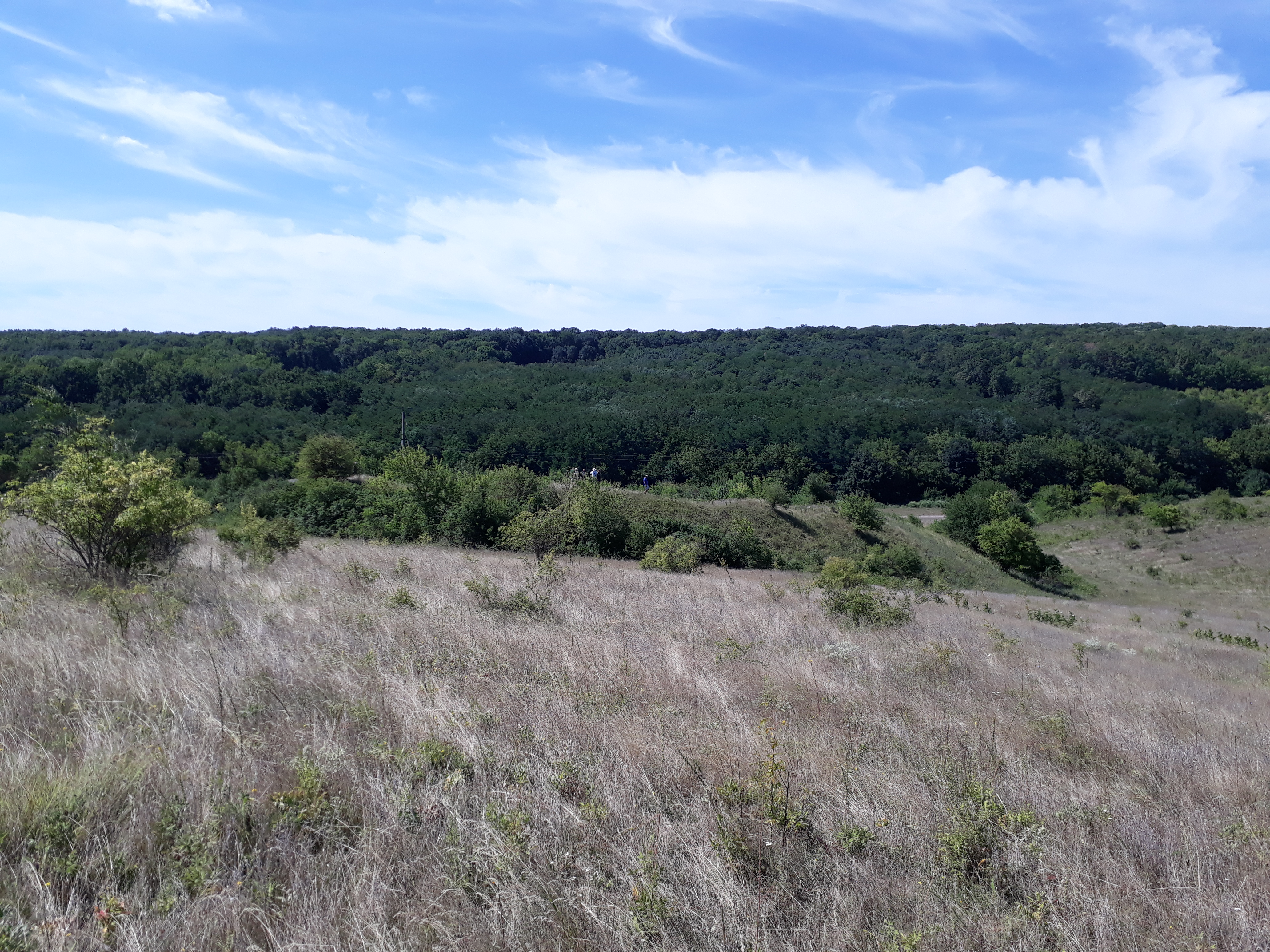
Natura adiacentă localității

Poziția satului Alcedar pe hartă

Satul Alcedar este situat în nord-estul Republicii Moldova. Cele mai apropiate centre urbane sunt: orașul Șoldănești (12 km), orașul Rezina (35 km). La nord se află satul Poiana, la nord-est localitatea se mărginește cu satul Curătura și la sud - cu Mateuți. În partea de sud-vest se găsește satul Mihuleni, iar la vest de Alcedar este situat satul Șipca. Drumurile ce ies din sat duc spre Șoldănești, Rezina și Râbnița. Acestea sunt asfaltate și sunt într-o stare relativ bună.
Satul propriu-zis este așezat într-o ravenă pe versanții căreia sunt localizate casele oamenilor. În interior, localitatea se împarte în mai multe mahale, dar două sunt principale: cea de pe partea de est a pârâului și  cea de cealaltă parte de pârâu, din vest. Mahalaua din estul pârâului cuprinde teritoriul de la pădure până jos, iar cea din vest - de la pârâu până sus, la drumul ce duce spre Poiana.
Alcedarul este înconjurat de mai multe dealuri, acestea fiind acoperite de masive forestier. Dealul neacoperit cu copaci (în partea de vest) se numește dealul lui Capșa. Acest nume provine de la un boier care a locuit în sat, având în stăpânire un anumit teren de pe acel deal.
Solul de pe moșia satului este în mare parte cernoziom degradat. În partea de nord a satului predomină un sol lutos și parțial pietros, în regiunea numită Capșa solul este lutos, nisipos. În partea de vest solurile sunt la fel cernoziomuri degradate. Nisipul de calitate, lutul și pietrișul descoperite pe teritoriul localității au servit ca materiale de construcții pentru oameni, multe case fiind construite din aceste materiale locale.
În pădurile din jurul satului cresc diverse specii de copaci: stejarul, frasinul, jugastrul, carpenul, ulmul, salcâmul, arțarul și altele. Rezervația peisagistică Poiana–Curătura se întinde în jurul localității (nord-sud-est) și ocupă aproximativ 80 ha. Mai există și câteva fâșii forestiere, din care sătenii au tăiat, însă, mulți copaci din lipsă de combustibil necesar pentru încălzire. Faptul respectiv a provocat mici alunecări de teren la vest de sat.
În afară de râul Nistru, mai există și un pârâiaș, izvorul căruia se găsește în partea de sud a satului. După spusele sătenilor, în trecut, în locul acestui izvor, a existat un iaz, care se numea „Iazul lui Vladimir”. Rețeaua hidrografică a localității este săracă, aceasta împiedicând practicarea agriculturii pe unele suprafețe. Țăranii sunt nevoiți să utilizeze irigația.
După ultimul cutremur puternic, cel din 4 martie 1977, au avut de suferit mai multe imobile din sat, inclusiv școala și unele case mai vechi.
În Alcedar predomină o climă temperată. Satul beneficiază de o climă blândă cu mult soare. Pe parcursul anului aici bat patru tipuri de vânturi principale. Vânturile vestice, produse de curentul atlanticului de nord aduc cca. 70-80 % de precipitații. În această zonă cad mai multe precipitații decât în partea sudică a republicii, media anuală fiind de aproximativ 500–600 mm. Iarna predomină crivățul. Temperatura medie în ianuarie este de -4 °C, iar în unele ierni coboară până la -22 °C. În luna iulie, media este de +21 °C, iar temperatura uneori ajunge până la +45 °C (vara anului 2012).

## Cultura
Satul Alcedar în prezent beneficiază de un gimnaziu dotat cu muzeu istoric, bibliotecă și sală de calculatoare, bibliotecă sătească, casă de cultură și grădiniță de copii.

### Învățământ
În anul 1862 pentru prima dată în Alcedar s-a deschis o școală parohială civilă. Au avut posibilitatea să învețe feciorii feților bisericești, printre care și feciorii lui Teodor Lujanschi: Ion, Mihail și Grigorie, care apoi au absolvit seminarul duhovnicesc din Chișinău. La fel și feciorul Pălămarului Nicolae Pranițchii. La 1 octombrie 1871 în casa învățătorului Nicov Ion Vasile a fost deschisă școala profesională norodnică. La 1 august 1879 învățătorul școlii mici din sat Feropont Lujanschi a fost trimis la învățătură la seminarul învățătoresc din Bairansc, primind bursă de la acest seminar. Aici la Alcedar în 1886 s-a născut Ion Stoianu, fiu de țăran, care în 1907 a intrat la Universitatea din Novorosiisk, absolvind facultatea de juridică.
În 1890 clădirea școlii profesionale s-a ruinat complet.
În 1906 în școala obștească cu o singură clasă și cu 25 de locuri învățau 41 elevi cu un singur învățător. Numărul populației din sat era de 1.941 oameni. În 1908-1909 în școală rămăsese doar un singur elev, manuale nu erau. În 1909-1910 doar un singur elev a absolvit școala.
Până în 1940 în sat a existat școală primară. Din 1953 până în 2011  a funcționat o școală medie, iar din 2011, din cauza numărului mic de elevi, școala medie s-a transformat în gimnaziu.
Pe parcursul anilor școala și-a schimbat deseori sediul. Clădirea actuală a fost ridicată în 1983. În școală învățau mulți elevi din satele vecine, deoarece aici existau 11 clase și toți cei veniți erau asigurați cu cămin. Câțiva ani la rând au existat și clase liceale, însă în 2003 liceul se transformă din nou în școală medie din cauză lipsei de cadre didactice. În prezent școala are 3 etaje și este asigurată cu atelier tehnologic, sală de calculatoare, bibliotecă, ospătărie, cabinete bine amenajate la toate disciplinele, sală festivă și muzeu. În școală învață circa 200 de copii.
În 2006 a fost dată în exploatare cazangeria autonomă a școlii, construită prin realizarea unui proiect cu Fondul de Investiții Sociale din Moldova. În fiecare an se efectuează lucrări de reparații cu susținerea Primăriei locale și Asociației Părinților.

### Casa de cultură și grădinița de copii
Satul Alcedar dispune și de o casă de cultură, care a fost construită în 1982. Ea are 2 etaje. La primul etaj sunt mai multe săli: sală de cinematograf, sală pentru concerte, discotecă. La etajul 2 se află biblioteca satului.
De asemenea Alcedarul dispune și de o grădiniță de copii reorganizată în anul 1989 în clădirea fostei școli. În prezent grădinița activează în localul școlii, deoarece sediul vechi, a fost distrus din cauza unui incendiu întâmplat cu câțiva ani în urmă.

### Biserica
Din momentul întemeierii satului, timp de câțiva ani, Alcedarul nu a avut biserică. În ceia ce privește întemeierea primei biserici există mai multe versiuni. Astfel în anul 1812-1813 s-a stabilit, că în 1807, în Alcedar a fost construită o biserică din lemn, unsă cu lut și acoperită cu paie. În 1835 în sat locuiau 5 familii de țercovnici (25 bărbați și 26 femei), preot era Feropont Lujanschii. A fost construit hramul bisericii în 1875-1885 cu preotul Mihail. Biserica era construită din piatră și avea suprafața de 180 metri pătrați. De asemenea biserica a fost înregistrată la serviciul de stat pentru problemele cultelor cu numărul certificatului 563 în 1993 la 11 noiembrie.
Biserica din prezent este bine amenajată. În perioada preotului Serafim la biserica din Alcedar a fost ridicată o răstignire, a fost reconstruit gardul bisericii cu o poartă nouă la intrare, se construiește și se amenajează o fântână.

## Etnografie

### Alimentație
La începutul secolului al XX-lea cele mai răspândite bucate la Alcedar erau borș gros sau borș scăzut (borș des cu varză și crupe de porumb, cu untdelemn sau untură), serbușcă (din zer de oaie), fasole făcăluite, cartofi înăbușiți, varză scăzută (varză înăbușită cu carne), tocană de urzici, cartofi copți, mămăligă, mălai, alivancă și multe altele. La felul doi se serveau balabuște cu usturoi și învârtită. Învârtita se prepara cu brânză, varză sau bostan. Se mai cocea învârtită cu ceapă, mărar, nucă cu zahăr, cartofi și diferite dulcețuri.
În prezent, bucate speciale se prepară cu ocazia diferitor sărbători: de Paști, Anul Nou, Hramul satului, Crăciunul, nunți, cumătrii etc. Se pregătesc bucate tradiționale: răcituri, miel, găină umplută, sarmale, saralii, cartofi cu carne ș.a.

### Port
Portul alcedărenilor în 1940 era simplu. Femeile purtau fuste din pânză de cânepă, cămăși de bumbac, vopsite cu suc de struguri. Se încălțau cu opinci din piele de porc sau de vacă. Seara opincile erau puse la uscat. Bărbații, de asemenea, purtau cămăși de cânepă, iar hainele confecționate de meșteri erau cumpărate odată în viață (până la căsătorie) și se purtau numai de zile mari.